# مستشفى مونتسيرات

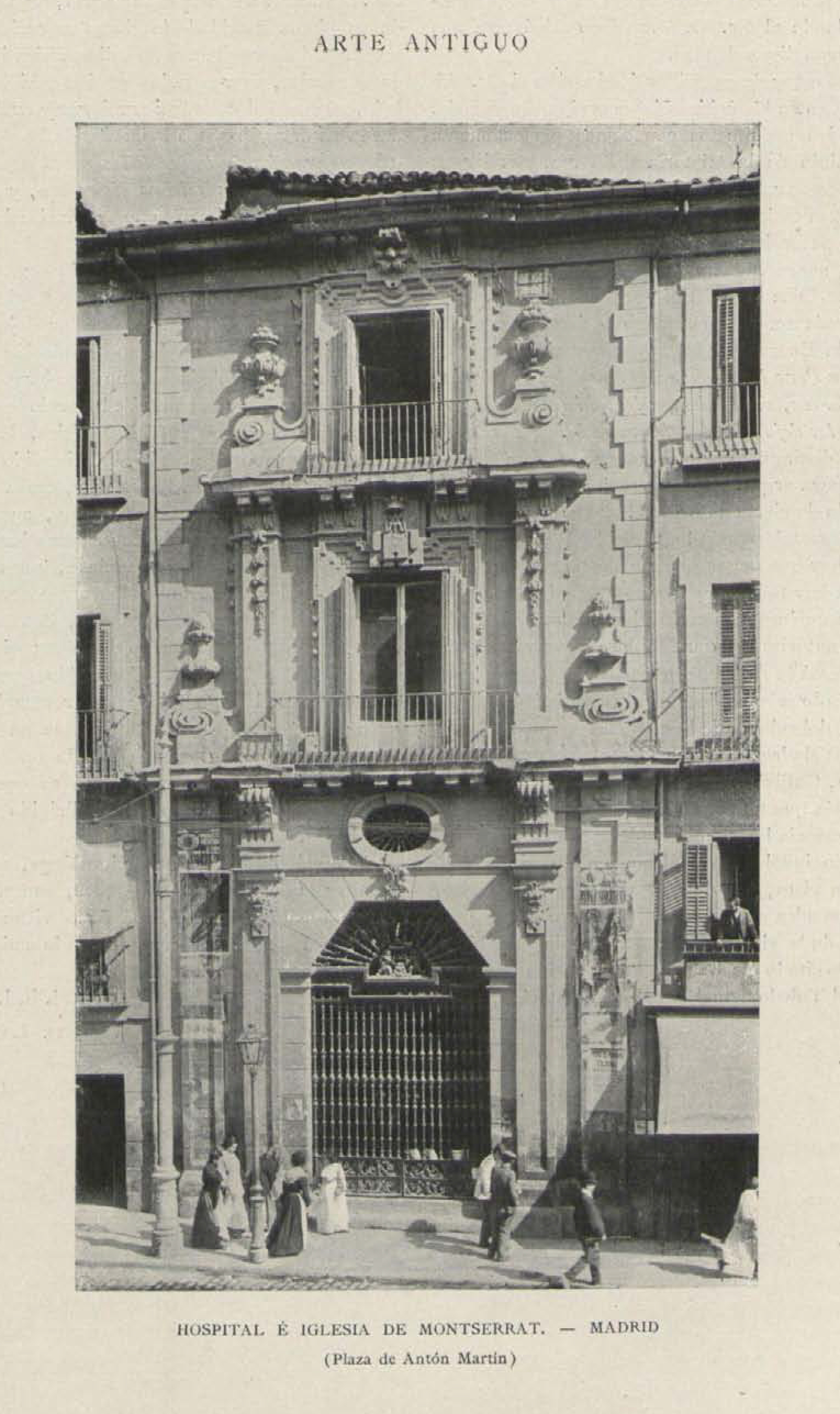
واجهة مستشفى وكنيسة مونتسيرات بساحة أنطون مارتين.

كانت مستشفى مونسيرات، والمعروفة أيضًا باسم مستشفى أراجون، دارًا للضيافة في مدريد. أسسها جاسبر دي بونس بالقرب من ساحة أنطون مارتين، بشارع أتوتشا رقم 87، والتي كرسها للفقراء تحت تاج أراجون عام 1658. وقام المهندس المعماري خوان دي توريخا برسم وتصميم المبنى بين عامي 1658 و1678. فيما صمم فرانثيسكو دي هيريرا مذبح الكنيسة، والذي نفذه كل من خوسيه راتيس وخوسيه سيمون دي تشوريجيرا عام 1674. استمر المبنى في الخدمة حتى هُدم 1903.

## تاريخ
كان هذا المستشفى في البداية مقره في حي لابابييس في 1616 حتى 1658، ثم انتقل إلى المبنى الذي صممه خوان دي توريخا. وهُدم المبنى عام 1903 ونُقل مرضاه إلى مستشفى أتوتشا العام.